# Llista de rellotges de sol del Baix Llobregat
Llista de rellotges de sol instal·lats de forma permanent en espais públics de la comarca del Baix Llobregat.

## Abrera
| Nom                                            | Descripció                                                | Localització                   | Coordenades                                          | Fitxa | Imatge                                                                                |
| ---------------------------------------------- | --------------------------------------------------------- | ------------------------------ | ---------------------------------------------------- | ----- | ------------------------------------------------------------------------------------- |
| Cal Bernat                                     |                                                           | Abrera C. Major, 49            |                                                      | fitxa | Carregueu una nova foto                                                               |
| Cal Margarit                                   |                                                           | Abrera C. Ravato, 46           |                                                      | fitxa | Carregueu una nova foto                                                               |
| Ca n'Amat, Restaurant Grup Paradís             | Inscripció: Jo sense sol i tu sense fe els dos no som res | Abrera Ctra. N-II              |                                                      | fitxa | Carregueu una nova foto                                                               |
| Mas de Sant Hilari                             |                                                           | Abrera                         | 41° 31′ 14″ N, 1° 54′ 38″ E / 41.520618°N,1.910656°E | fitxa | Mas de Sant Hilari (Abrera) · Vegeu més fotos · Carregueu una nova foto               |
| Rectoria de la parròquia de Sant Pere d'Abrera | Inscripció: Tu es Petrus                                  | Abrera                         |                                                      | fitxa | Carregueu una nova foto                                                               |
| Restaurant Els 4 Porrons                       |                                                           | Abrera C. Ravato, 38           |                                                      | fitxa | Carregueu una nova foto                                                               |
| Restaurant Can Martinet d'Abrera               | Inscripció: Can Martinet d'Abrera                         | Abrera Pg. de l'Església, 6    | 41° 31′ 01″ N, 1° 54′ 07″ E / 41.516977°N,1.901921°E | fitxa | Restaurant Can Martinet d'Abrera (Abrera) · Vegeu més fotos · Carregueu una nova foto |
| Can Moragues                                   |                                                           | Abrera Ctra. BV-1201, km 4,700 | 41° 30′ 31″ N, 1° 55′ 12″ E / 41.508717°N,1.920100°E | fitxa | Carregueu una nova foto                                                               |
| Can Sucarrats                                  |                                                           | Abrera Ctra. BV-1201, km 3,900 | 41° 30′ 54″ N, 1° 55′ 28″ E / 41.515117°N,1.924350°E | fitxa | Carregueu una nova foto                                                               |

## Begues
| Nom                                 | Descripció                                             | Localització                                       | Coordenades                                          | Fitxa | Imatge                                                                          |
| ----------------------------------- | ------------------------------------------------------ | -------------------------------------------------- | ---------------------------------------------------- | ----- | ------------------------------------------------------------------------------- |
| Carrer Dr. Molins                   |                                                        | Begues C. Dr. Molins                               |                                                      | fitxa | Carregueu una nova foto                                                         |
| Carrer Sant Domènec, 24             |                                                        | Begues C. Sant Domènec, 24                         |                                                      | fitxa | Carregueu una nova foto                                                         |
| Cal Cadet                           |                                                        | Begues C. Carme, 1, barri de Can Martí             |                                                      | fitxa | Carregueu una nova foto                                                         |
| Camí Ral, 34                        |                                                        | Begues Camí Ral, 34 - ctra. de Begues a Olesa      |                                                      | fitxa | Carregueu una nova foto                                                         |
| Can Pau, 20                         | Inscripció: 1874                                       | Begues Can Pau n. 20, barri de Can Barreres        |                                                      | fitxa | Carregueu una nova foto                                                         |
| Carretera                           | Inscripció: Any 1761                                   | Begues                                             |                                                      | fitxa | Carregueu una nova foto                                                         |
| La Casota                           | Inscripció: 1799 / Jo sense sol tu sense fe no sóm res | Begues Barri l'Alsina, 33                          |                                                      | fitxa | Carregueu una nova foto                                                         |
| L'Alsina                            |                                                        | Begues Barri de l'Alsina, 1                        |                                                      | fitxa | Carregueu una nova foto                                                         |
| Mas Roig                            |                                                        | Begues                                             |                                                      | fitxa | Carregueu una nova foto                                                         |
| Vallgrassa                          |                                                        | Begues Camí de la Plana Novella a Castelldefels    | 41° 17′ 11″ N, 1° 52′ 39″ E / 41.286361°N,1.877375°E | fitxa | Vallgrassa (Begues) · Carregueu una nova foto                                   |
| Carrer Eudald, 4                    |                                                        | Begues C. Eudald 4, barri del Carrer Nou           |                                                      | fitxa | Carregueu una nova foto                                                         |
| Carrer Sant Domènec, 32             |                                                        | Begues C. Sant Domènec, 32 - c. Lleida             | 41° 20′ 04″ N, 1° 55′ 12″ E / 41.334333°N,1.919883°E | fitxa | Carregueu una nova foto                                                         |
| Ca l'Agustí                         |                                                        | Begues Camí Ral, 99                                | 41° 20′ 01″ N, 1° 54′ 32″ E / 41.333533°N,1.908983°E | fitxa | Carregueu una nova foto                                                         |
| Cal Batlle Vell                     |                                                        | Begues                                             | 41° 20′ 26″ N, 1° 55′ 44″ E / 41.340595°N,1.928835°E | fitxa | Carregueu una nova foto                                                         |
| Cal Cadet                           | Inscripció: La llum em mou / S. XVIII - 1927           | Begues C. del Carme, 1                             | 41° 19′ 59″ N, 1° 55′ 19″ E / 41.332938°N,1.921859°E | fitxa | Carregueu una nova foto                                                         |
| Cal Fuster                          |                                                        | Begues Camí Ral, 52 - ctra. BV 2411 direcció Olesa | 41° 19′ 59″ N, 1° 54′ 53″ E / 41.333017°N,1.914667°E | fitxa | Carregueu una nova foto                                                         |
| Cal Geperut                         | Inscripció: 1813 Cal Geperut 2003                      | Begues C. Sant Joan, 1                             | 41° 19′ 58″ N, 1° 55′ 20″ E / 41.332727°N,1.922099°E | fitxa | Carregueu una nova foto                                                         |
| Cal Joana                           |                                                        | Begues C. de Gavà, 1                               | 41° 20′ 01″ N, 1° 55′ 20″ E / 41.333566°N,1.922296°E | fitxa | Carregueu una nova foto                                                         |
| Cal Llebrer                         |                                                        | Begues C. Jacint Verdaguer, 24 - c. Alp            | 41° 20′ 05″ N, 1° 55′ 29″ E / 41.334661°N,1.924596°E | fitxa | Carregueu una nova foto                                                         |
| Cal Sacaire                         |                                                        | Begues C. Mn. Jacint Verdaguer                     | 41° 19′ 59″ N, 1° 55′ 26″ E / 41.333167°N,1.923967°E | fitxa | Carregueu una nova foto                                                         |
| Cal Vidu                            |                                                        | Begues Nucli de Cal Vidu                           | 41° 19′ 37″ N, 1° 56′ 06″ E / 41.32681°N,1.93513°E   | fitxa | Carregueu una nova foto                                                         |
| Camí Ral, 40                        |                                                        | Begues Camí Ral, 40 - ctra. de Begues a Olesa      | 41° 19′ 58″ N, 1° 54′ 56″ E / 41.332883°N,1.915567°E | fitxa | Carregueu una nova foto                                                         |
| Can Pasqual                         | Inscripció: 1946                                       | Begues                                             | 41° 20′ 09″ N, 1° 54′ 31″ E / 41.335933°N,1.908500°E | fitxa | Carregueu una nova foto                                                         |
| Can Pau dels Bous                   | Inscripció: Año 1925                                   | Begues Mas Pasqual, 9                              | 41° 20′ 09″ N, 1° 54′ 41″ E / 41.33583°N,1.911303°E  | fitxa | Carregueu una nova foto                                                         |
| Can Sadurní, abans Mas de l'Espluga |                                                        | Begues Pla de Cal Sadurní                          | 41° 20′ 38″ N, 1° 54′ 42″ E / 41.343968°N,1.911657°E | fitxa | Carregueu una nova foto                                                         |
| Can Termens                         |                                                        | Begues                                             | 41° 19′ 47″ N, 1° 54′ 30″ E / 41.329667°N,1.908283°E | fitxa | Carregueu una nova foto                                                         |
| Carrer de Gavà, 8                   |                                                        | Begues C. de Gavà, 8                               | 41° 20′ 01″ N, 1° 55′ 42″ E / 41.33367°N,1.928212°E  | fitxa | Carregueu una nova foto                                                         |
| Carrer Mestral, 4                   |                                                        | Begues C. Mestral, 4                               | 41° 20′ 15″ N, 1° 55′ 31″ E / 41.337493°N,1.925233°E | fitxa | Carregueu una nova foto                                                         |
| Església de Sant Cristòfol          | Inscripció: 1878                                       | Begues C. de la Rectoria, façana principal         | 41° 19′ 44″ N, 1° 56′ 38″ E / 41.328892°N,1.944006°E | fitxa | Església de Sant Cristòfol (Begues) · Vegeu més fotos · Carregueu una nova foto |
| Masia Can Rigol, casa de colònies   | Inscripció: Can Rigol - Any 1264                       | Begues                                             | 41° 19′ 41″ N, 1° 54′ 43″ E / 41.328123°N,1.911951°E | fitxa | Carregueu una nova foto                                                         |
| Masia la Tenda                      |                                                        | Begues Passatge Sant Martí, 1                      |                                                      | fitxa | Carregueu una nova foto                                                         |
| Can Joan Mestre                     |                                                        | Begues C. Sant Roc, 4. Barri Barceloneta           | 41° 20′ 02″ N, 1° 54′ 38″ E / 41.333829°N,1.910484°E | fitxa | Carregueu una nova foto                                                         |
| Avinguda Sadurní, 13                |                                                        | Begues Av. Sadurní, 13                             | 41° 20′ 19″ N, 1° 53′ 59″ E / 41.338706°N,1.899785°E | fitxa | Carregueu una nova foto                                                         |
| Avinguda Sadurní, 4                 |                                                        | Begues Av. Sadurní, 4                              | 41° 20′ 16″ N, 1° 54′ 01″ E / 41.337685°N,1.900194°E | fitxa | Carregueu una nova foto                                                         |
| Casa del barri del Campamà          | Inscripció: 1782                                       | Begues Ctra. BV-2411 a Olesa. Campamà              | 41° 20′ 01″ N, 1° 54′ 29″ E / 41.333566°N,1.908044°E | fitxa | Carregueu una nova foto                                                         |
| Cal Martí                           |                                                        | Begues C. Gaudí, 1, barri Can Martí                | 41° 20′ 05″ N, 1° 55′ 18″ E / 41.334827°N,1.921666°E | fitxa | Carregueu una nova foto                                                         |
| Cal Ritu Gran                       |                                                        | Begues Barri Mas Pasqual                           | 41° 20′ 11″ N, 1° 54′ 43″ E / 41.336258°N,1.91186°E  | fitxa | Carregueu una nova foto                                                         |
| Cal Fusteret                        |                                                        | Begues C. Rectoria, 9                              | 41° 19′ 46″ N, 1° 56′ 37″ E / 41.329505°N,1.943547°E | fitxa | Carregueu una nova foto                                                         |
| Can Vendrell                        |                                                        | Begues C. Sant Climent, 18                         | 41° 19′ 53″ N, 1° 56′ 33″ E / 41.331351°N,1.942457°E | fitxa | Carregueu una nova foto                                                         |
| Carrer Aragó, 11                    |                                                        | Begues C. Aragó, 11. Santa Eulàlia                 | 41° 20′ 20″ N, 1° 54′ 47″ E / 41.338867°N,1.913083°E | fitxa | Carregueu una nova foto                                                         |

## Castelldefels
| Nom                                                   | Descripció                    | Localització                                                                          | Coordenades                                           | Fitxa | Imatge                                                        |
| ----------------------------------------------------- | ----------------------------- | ------------------------------------------------------------------------------------- | ----------------------------------------------------- | ----- | ------------------------------------------------------------- |
| Avinguda de la Constitució, 288                       |                               | Castelldefels Av. de la Constitució, 288                                              | 41° 16′ 20″ N, 1° 58′ 12″ E / 41.272116°N,1.970083°E  | fitxa | Carregueu una nova foto                                       |
| Avinguda de la Constitució, 290                       |                               | Castelldefels Av. de la Constitució, 290                                              | 41° 16′ 19″ N, 1° 58′ 11″ E / 41.272003°N,1.969819°E  | fitxa | Carregueu una nova foto                                       |
| Avinguda 311, n. 37                                   |                               | Castelldefels Avinguda 311, n. 37                                                     | 41° 16′ 40″ N, 1° 58′ 05″ E / 41.277704°N,1.968079°E  | fitxa | Carregueu una nova foto                                       |
| Avinguda 312, n. 14                                   |                               | Castelldefels Avinguda 312, n. 14                                                     | 41° 16′ 46″ N, 1° 58′ 09″ E / 41.279381°N,1.969098°E  | fitxa | Carregueu una nova foto                                       |
| Avinguda 319, n. 9                                    |                               | Castelldefels Avinguda 319, n. 9                                                      | 41° 16′ 41″ N, 1° 58′ 00″ E / 41.278144°N,1.966740°E  | fitxa | Carregueu una nova foto                                       |
| Avinguda 350, n. 13                                   |                               | Castelldefels Avinguda 350, n. 13                                                     | 41° 16′ 26″ N, 1° 58′ 06″ E / 41.273931°N,1.968422°E  | fitxa | Carregueu una nova foto                                       |
| Carrer de l'Om, 4                                     |                               | Castelldefels C. de l'Om, 4                                                           | 41° 17′ 04″ N, 1° 57′ 58″ E / 41.284488°N,1.966201°E  | fitxa | Carregueu una nova foto                                       |
| Cal Tiesso                                            |                               | Castelldefels C. Montseny, 9-11                                                       | 41° 17′ 07″ N, 1° 58′ 10″ E / 41.285309°N,1.969562°E  | fitxa | Carregueu una nova foto                                       |
| Can Garrofer                                          |                               | Castelldefels C. de l'Església, 53                                                    | 41° 17′ 01″ N, 1° 58′ 50″ E / 41.283602°N,1.980575°E  | fitxa | Can Garrofer (Castelldefels) · Carregueu una nova foto        |
| Can Roca de Dalt, façana oest                         |                               | Castelldefels C. del Castanyer, 46                                                    | 41° 17′ 00″ N, 1° 58′ 01″ E / 41.2834247°N,1.967021°E | fitxa | Carregueu una nova foto                                       |
| Can Roca de Dalt, façana sud-est                      |                               | Castelldefels C. del Castanyer, 46                                                    | 41° 17′ 00″ N, 1° 58′ 02″ E / 41.283417°N,1.967088°E  | fitxa | Carregueu una nova foto                                       |
| Carrer Vint-i-u, 2                                    |                               | Castelldefels C. Vint-i-u, 2 - pg Marítim                                             | 41° 15′ 56″ N, 1° 59′ 54″ E / 41.265565°N,1.998308°E  | fitxa | Carregueu una nova foto                                       |
| Masia de la Goma, o Can Gomar, Casal de Cultura       |                               | Castelldefels C. Bisbe Urquinaona                                                     | 41° 16′ 59″ N, 1° 58′ 44″ E / 41.283033°N,1.978750°E  | fitxa | Carregueu una nova foto                                       |
| Passeig de la Circumval·lació amb Avinguda 330 (est)  |                               | Castelldefels Pg. de la Circumval·lació - av. 330                                     | 41° 16′ 51″ N, 1° 57′ 47″ E / 41.280907°N,1.963055°E  | fitxa | Carregueu una nova foto                                       |
| Passeig de la Circumval·lació amb Avinguda 330 (oest) |                               | Castelldefels Pg. de la Circumval·lació - av. 330                                     | 41° 16′ 51″ N, 1° 57′ 47″ E / 41.280907°N,1.963055°E  | fitxa | Carregueu una nova foto                                       |
| Passeig de la Ribera, 8                               |                               | Castelldefels Pg. de la Ribera, 8                                                     | 41° 16′ 25″ N, 1° 58′ 10″ E / 41.273512°N,1.969569°E  | fitxa | Carregueu una nova foto                                       |
| Villa Sol                                             |                               | Castelldefels Av. 312, 28                                                             | 41° 16′ 43″ N, 1° 57′ 46″ E / 41.278509°N,1.962706°E  | fitxa | Carregueu una nova foto                                       |
| Platja de la Pineda                                   | Rellotge equatorial armil·lar | Castelldefels Pge. de la Platja de la Pineda, parc del Mar, entre els carrers 11 i 12 | 41° 15′ 55″ N, 1° 58′ 59″ E / 41.265155°N,1.983129°E  | fitxa | Platja de la Pineda (Castelldefels) · Carregueu una nova foto |

## Castellví de Rosanes
| Nom                       | Descripció | Localització                               | Coordenades                                          | Fitxa | Imatge                                                     |
| ------------------------- | ---------- | ------------------------------------------ | ---------------------------------------------------- | ----- | ---------------------------------------------------------- |
| Casa Abad                 |            | Castellví de Rosanes A-2, km 172           | 41° 27′ 41″ N, 1° 53′ 45″ E / 41.461340°N,1.895830°E | fitxa | Casa Abad (Castellví de Rosanes) · Carregueu una nova foto |
| Carrer de Sant Antoni, 12 |            | Castellví de Rosanes C. de Sant Antoni, 12 | 41° 26′ 59″ N, 1° 53′ 59″ E / 41.449693°N,1.899713°E | fitxa | Carregueu una nova foto                                    |

## Cervelló
| Nom                               | Descripció                                                            | Localització                                                                                    | Coordenades                                          | Fitxa | Imatge                                                            |
| --------------------------------- | --------------------------------------------------------------------- | ----------------------------------------------------------------------------------------------- | ---------------------------------------------------- | ----- | ----------------------------------------------------------------- |
| Cal Rigat                         |                                                                       | Cervelló Urb. Mas de Can Pi, 53                                                                 |                                                      | fitxa | Carregueu una nova foto                                           |
| Carrer del Nord 9                 | Sense gnòmon. Construït per anar cara a migdia però orientat a l'est. | Cervelló C. del Nord 9 (visible des de C. Can Rafel - c. del Mas) Urb. Can Rafel o Puigmontmany | 41° 24′ 31″ N, 1° 56′ 10″ E / 41.408487°N,1.936112°E | fitxa | Carrer del Nord 9 (Cervelló) · Carregueu una nova foto            |
| Can Romagosa (I)                  |                                                                       | Cervelló Av. de Catalunya, 85                                                                   | 41° 23′ 51″ N, 1° 58′ 10″ E / 41.397517°N,1.969383°E | fitxa | Carregueu una nova foto                                           |
| Can Romagosa (II)                 |                                                                       | Cervelló Av. de Catalunya, 85                                                                   | 41° 23′ 51″ N, 1° 58′ 10″ E / 41.397517°N,1.969383°E | fitxa | Carregueu una nova foto                                           |
| Can Guitart                       |                                                                       | Cervelló C. Prullans, 82                                                                        | 41° 23′ 43″ N, 1° 58′ 39″ E / 41.395317°N,1.977550°E | fitxa | Carregueu una nova foto                                           |
| Carrer Major, 95                  |                                                                       | Cervelló C. Major, 95                                                                           | 41° 23′ 46″ N, 1° 57′ 25″ E / 41.396200°N,1.956867°E | fitxa | Carregueu una nova foto                                           |
| Cal Gibernau, 11                  |                                                                       | Cervelló Cal Gibernau, 11, pati interior, al costat de l'ermita de Sant Ponç de Corbera         | 41° 24′ 06″ N, 1° 54′ 44″ E / 41.401667°N,1.912200°E | fitxa | Cal Gibernau, 11 (Cervelló) · Carregueu una nova foto             |
| Cal Gibernau, 11                  |                                                                       | Cervelló Cal Gibernau, 11, al costat de l'ermita de Sant Ponç                                   | 41° 24′ 06″ N, 1° 54′ 43″ E / 41.401684°N,1.912068°E | fitxa | Cal Gibernau, 11 (Corbera de Llobregat) · Carregueu una nova foto |
| Can Castany (oest)                |                                                                       | Cervelló                                                                                        | 41° 23′ 21″ N, 1° 57′ 44″ E / 41.389200°N,1.962100°E | fitxa | Carregueu una nova foto                                           |
| Can Castany (sud)                 |                                                                       | Cervelló                                                                                        | 41° 23′ 21″ N, 1° 57′ 44″ E / 41.389183°N,1.962167°E | fitxa | Carregueu una nova foto                                           |
| Can Sala de Baix (oest)           |                                                                       | Cervelló                                                                                        | 41° 23′ 07″ N, 1° 57′ 36″ E / 41.385400°N,1.960083°E | fitxa | Carregueu una nova foto                                           |
| Can Sala de Baix (sud)            |                                                                       | Cervelló                                                                                        | 41° 23′ 07″ N, 1° 57′ 36″ E / 41.385400°N,1.960083°E | fitxa | Carregueu una nova foto                                           |
| Carrer Major, 103                 |                                                                       | Cervelló C. Major, 103                                                                          | 41° 23′ 46″ N, 1° 57′ 26″ E / 41.396222°N,1.957184°E | fitxa | Carrer Major, 103 (Cervelló) · Carregueu una nova foto            |
| Carrer Major, 47                  |                                                                       | Cervelló C. Major, 47                                                                           | 41° 23′ 45″ N, 1° 57′ 17″ E / 41.395874°N,1.954723°E | fitxa | Carregueu una nova foto                                           |
| Avinguda de Catalunya, 5          |                                                                       | Cervelló Av. de Catalunya, 5                                                                    | 41° 23′ 48″ N, 1° 57′ 37″ E / 41.396530°N,1.960222°E | fitxa | Avinguda de Catalunya, 5 (Cervelló) · Carregueu una nova foto     |
| Carrer Sant Esteve, 13            |                                                                       | Cervelló C. Sant Esteve, 13                                                                     | 41° 23′ 47″ N, 1° 57′ 25″ E / 41.396436°N,1.956939°E | fitxa | Carregueu una nova foto                                           |
| Granja Garcia                     |                                                                       | Cervelló Pl. Granja Garcia                                                                      | 41° 23′ 56″ N, 1° 59′ 25″ E / 41.398767°N,1.990250°E | fitxa | Carregueu una nova foto                                           |
| Masia de Santa Maria              |                                                                       | Cervelló Al costat de l'ermita del Remei                                                        | 41° 23′ 10″ N, 1° 58′ 47″ E / 41.386200°N,1.979833°E | fitxa | Carregueu una nova foto                                           |
| Restaurant Masia Can Guitart Vell |                                                                       | Cervelló C. Masia, 32                                                                           | 41° 23′ 39″ N, 1° 58′ 32″ E / 41.394300°N,1.975433°E | fitxa | Carregueu una nova foto                                           |
| Can Tres                          |                                                                       | Cervelló Av. dels Pins. Urb. Interclub                                                          | 41° 22′ 58″ N, 1° 57′ 04″ E / 41.382833°N,1.951133°E | fitxa | Carregueu una nova foto                                           |

## Collbató
| Nom                       | Descripció | Localització                                   | Coordenades                                          | Fitxa | Imatge                  |
| ------------------------- | ---------- | ---------------------------------------------- | ---------------------------------------------------- | ----- | ----------------------- |
| Carrer Amadeu Vives       |            | Collbató C. Amadeu Vives                       |                                                      | fitxa | Carregueu una nova foto |
| Carrer Font del Còdol, 36 |            | Collbató C. Font del Còdol, 36                 | 41° 33′ 41″ N, 1° 48′ 46″ E / 41.561267°N,1.812900°E | fitxa | Carregueu una nova foto |
| Can Quelus                |            | Collbató C. Font del Còdol, 18                 | 41° 33′ 41″ N, 1° 48′ 50″ E / 41.561450°N,1.813817°E | fitxa | Carregueu una nova foto |
| Can Rogent                |            | Collbató C. Amadeu Vives, 11                   | 41° 34′ 12″ N, 1° 49′ 44″ E / 41.569883°N,1.828983°E | fitxa | Carregueu una nova foto |
| Passeig Mansuet, 30       |            | Collbató Pg. Mansuet, 30                       | 41° 34′ 06″ N, 1° 49′ 40″ E / 41.568417°N,1.827667°E | fitxa | Carregueu una nova foto |
| Passeig Mansuet, 8        |            | Collbató Pg. Mansuet, 8                        | 41° 34′ 06″ N, 1° 49′ 40″ E / 41.568417°N,1.827667°E | fitxa | Carregueu una nova foto |
| Carrer Font del Còdol, 1  |            | Collbató C. Font del Còdol, 1 - Montserrat, 11 |                                                      | fitxa | Carregueu una nova foto |
| Cal Tutor                 |            | Collbató Pl. de l'Església                     |                                                      | fitxa | Carregueu una nova foto |

## Corbera de Llobregat
| Nom                                   | Descripció | Localització                                                            | Coordenades                                          | Fitxa | Imatge                                                            |
| ------------------------------------- | ---------- | ----------------------------------------------------------------------- | ---------------------------------------------------- | ----- | ----------------------------------------------------------------- |
| Carrer de la Creu Nova, 16            |            | Corbera de Llobregat C. de la Creu Nova, 16                             | 41° 25′ 06″ N, 1° 55′ 43″ E / 41.418317°N,1.928733°E | fitxa | Carregueu una nova foto                                           |
| Carrer Raval, 2                       |            | Corbera de Llobregat C. Raval, 2                                        | 41° 25′ 04″ N, 1° 55′ 18″ E / 41.417650°N,1.921667°E | fitxa | Carregueu una nova foto                                           |
| Carrer les Moreres, 7                 |            | Corbera de Llobregat C. les Moreres, 7, Urbanització Sant Cristòfol     |                                                      | fitxa | Carregueu una nova foto                                           |
| Cal Salvador del Tet                  |            | Corbera de Llobregat C. Bellavista, 21                                  | 41° 25′ 03″ N, 1° 55′ 11″ E / 41.417450°N,1.919617°E | fitxa | Carregueu una nova foto                                           |
| Can Panyella, 21                      |            | Corbera de Llobregat Can Panyella                                       |                                                      | fitxa | Can Panyella, 21 (Corbera de Llobregat) · Carregueu una nova foto |
| Carrer Casanova, 4                    |            | Corbera de Llobregat C. Casanova, 4, sobre el Restaurant Masia Can Roig |                                                      | fitxa | Carregueu una nova foto                                           |
| El Cau                                |            | Corbera de Llobregat C. Santa Gemma, 4                                  | 41° 24′ 55″ N, 1° 55′ 03″ E / 41.415217°N,1.917633°E | fitxa | Carregueu una nova foto                                           |
| Església de Santa Magdalena, campanar |            | Corbera de Llobregat Pl. de l'Església                                  | 41° 25′ 05″ N, 1° 55′ 24″ E / 41.418050°N,1.923217°E | fitxa | Carregueu una nova foto                                           |
| Església de Santa Magdalena, plaça    |            | Corbera de Llobregat Pl. de l'Església                                  | 41° 25′ 05″ N, 1° 55′ 23″ E / 41.417933°N,1.923067°E | fitxa | Carregueu una nova foto                                           |
| Can Baró, actual Biblioteca Municipal |            | Corbera de Llobregat C. Sant Salvador, 25                               | 41° 25′ 00″ N, 1° 56′ 00″ E / 41.416667°N,1.933333°E | fitxa | Carregueu una nova foto                                           |
| Can Rigol                             |            | Corbera de Llobregat                                                    |                                                      | fitxa | Carregueu una nova foto                                           |
| Can Canonge                           |            | Corbera de Llobregat Av. Can Canonge, 116 bis                           | 41° 26′ 08″ N, 1° 57′ 22″ E / 41.435545°N,1.956234°E |       | Can Canonge(Corbera de Llobregat) · Carregueu una nova foto       |

## Cornellà de Llobregat
| Nom                                      | Descripció                   | Localització                                         | Coordenades                                          | Fitxa | Imatge                  |
| ---------------------------------------- | ---------------------------- | ---------------------------------------------------- | ---------------------------------------------------- | ----- | ----------------------- |
| Carrer Andreu Calzada amb carrer Empordà | Rellotge circular monumetnal | Cornellà de Llobregat C. Andreu Calzada - c. Empordà | 41° 21′ 27″ N, 2° 04′ 50″ E / 41.357374°N,2.080659°E | fitxa | Carregueu una nova foto |
| Can Fatjó                                |                              | Cornellà de Llobregat Pl. de Campreciós, 1-3         | 41° 21′ 51″ N, 2° 03′ 38″ E / 41.364217°N,2.060617°E | fitxa | Carregueu una nova foto |
| Rubió i Ors, 106                         |                              | Cornellà de Llobregat Rubió i Ors, 106, interior     | 41° 21′ 13″ N, 2° 04′ 06″ E / 41.353526°N,2.068223°E | fitxa | Carregueu una nova foto |
| Casa Femades, sud-est                    |                              | Cornellà de Llobregat Pg. de la Campsa, 1            | 41° 21′ 32″ N, 2° 05′ 44″ E / 41.358783°N,2.095467°E | fitxa | Carregueu una nova foto |
| Casa Femades, sud-oest                   |                              | Cornellà de Llobregat Pg. de la Campsa, 1            | 41° 21′ 32″ N, 2° 05′ 44″ E / 41.358850°N,2.095450°E | fitxa | Carregueu una nova foto |

## Esparreguera
| Nom                                             | Descripció | Localització                                                     | Coordenades                                          | Fitxa | Imatge                  |
| ----------------------------------------------- | ---------- | ---------------------------------------------------------------- | ---------------------------------------------------- | ----- | ----------------------- |
| Carrer Ramón y Cajal, 16                        |            | Esparreguera C. Ramón y Cajal, 16 - c. Urgell, barri de la Plana |                                                      | fitxa | Carregueu una nova foto |
| Carrer Beat Domènech Castellet, 22              |            | Esparreguera C. Beat Domènech Castellet, 22                      |                                                      | fitxa | Carregueu una nova foto |
| Carrer Beat Domènech Castellet, 24              |            | Esparreguera C. Beat Domènech Castellet, 24                      |                                                      | fitxa | Carregueu una nova foto |
| Carrer Ramon Muntaner, 7                        |            | Esparreguera C. Ramon Muntaner, 7, Urbanització Can Rial         |                                                      | fitxa | Carregueu una nova foto |
| Carrer Roure, 40, taller de ceràmica            |            | Esparreguera C. Roure, 40                                        |                                                      | fitxa | Carregueu una nova foto |
| Ca n'Estruch del Cairat                         |            | Esparreguera Prop de Collbató                                    |                                                      | fitxa | Carregueu una nova foto |
| Can Fabré de la Muntanya, actualment Ca n'Àngel |            | Esparreguera Prop del restaurant Les Alzines                     |                                                      | fitxa | Carregueu una nova foto |
| Can Golart                                      |            | Esparreguera                                                     |                                                      | fitxa | Carregueu una nova foto |
| Can Tobella                                     |            | Esparreguera                                                     |                                                      | fitxa | Carregueu una nova foto |
| Masia Can Rial, façana lateral                  |            | Esparreguera Av. Rafel de Casanova, 15-19                        |                                                      | fitxa | Carregueu una nova foto |
| Masia Can Rial, façana principal                |            | Esparreguera Av. Rafel de Casanova, 15-19                        |                                                      | fitxa | Carregueu una nova foto |
| Granja Escola Can Rubió                         |            | Esparreguera                                                     | 41° 33′ 31″ N, 1° 50′ 55″ E / 41.558633°N,1.848600°E | fitxa | Carregueu una nova foto |
| L'Olivar                                        |            | Esparreguera Camí de Can Rubió                                   | 41° 33′ 27″ N, 1° 50′ 39″ E / 41.557583°N,1.844250°E | fitxa | Carregueu una nova foto |
| Restaurant Les Alzines                          |            | Esparreguera                                                     |                                                      | fitxa | Carregueu una nova foto |

## Esplugues de Llobregat
| Nom                                          | Descripció                            | Localització                                                   | Coordenades                                           | Fitxa | Imatge                                                                      |
| -------------------------------------------- | ------------------------------------- | -------------------------------------------------------------- | ----------------------------------------------------- | ----- | --------------------------------------------------------------------------- |
| Torre dels Lleons                            |                                       | Esplugues de Llobregat                                         |                                                       | fitxa | Carregueu una nova foto                                                     |
| Carrer de Montserrat, 60                     |                                       | Esplugues de Llobregat C. de Montserrat, 60, edifici de l'hort |                                                       | fitxa | Carregueu una nova foto                                                     |
| Ca n'Oliveres o Cal Calbó                    |                                       | Esplugues de Llobregat C. Sant Mateu                           | 41° 22′ 38″ N, 2° 06′ 02″ E / 41.377222°N,2.1005555°E | fitxa | Ca n'Oliveres (Esplugues de Llobregat) · Carregueu una nova foto            |
| Can Bialet                                   |                                       | Esplugues de Llobregat C. Montserrat, 62                       | 41° 22′ 46″ N, 2° 05′ 22″ E / 41.379367°N,2.089417°E  | fitxa | Carregueu una nova foto                                                     |
| Can Brillas, Casal de Cultura Robert Brillas | Inscripció: Transit hora manent opera | Esplugues de Llobregat C. Àngel Guimerà, 38                    | 41° 22′ 38″ N, 2° 05′ 05″ E / 41.377283°N,2.084850°E  | fitxa | Can Brillas (Esplugues de Llobregat) · Carregueu una nova foto              |
| Can Ramoneda                                 |                                       | Esplugues de Llobregat C. Església, 101                        | 41° 22′ 47″ N, 2° 05′ 19″ E / 41.379767°N,2.088667°E  | fitxa | Can Ramoneda (Esplugues de Llobregat) · Carregueu una nova foto             |
| Carrer de Montserrat, 66 (Can Cargol)        |                                       | Esplugues de Llobregat C. de Montserrat, 66                    |                                                       | fitxa | Carregueu una nova foto                                                     |
| Plaça Santa Magdalena, 4                     |                                       | Esplugues de Llobregat Pl. Santa Magdalena, 4                  | 41° 22′ 39″ N, 2° 05′ 19″ E / 41.377550°N,2.088717°E  | fitxa | Plaça Santa Magdalena, 4 (Esplugues de Llobregat) · Carregueu una nova foto |

## Gavà
| Nom                                | Descripció                                  | Localització                        | Coordenades                                          | Fitxa | Imatge                                        |
| ---------------------------------- | ------------------------------------------- | ----------------------------------- | ---------------------------------------------------- | ----- | --------------------------------------------- |
| Carrer de Lluís Solé i Sabarís, 34 |                                             | Gavà C. de Lluís Solé i Sabarís, 34 | 41° 18′ 06″ N, 1° 59′ 52″ E / 41.301767°N,1.997717°E | fitxa | Carregueu una nova foto                       |
| Ca n'Amat                          |                                             | Gavà Camí de la Font de Ferro       | 41° 19′ 05″ N, 1° 58′ 38″ E / 41.318033°N,1.977183°E | fitxa | Carregueu una nova foto                       |
| Camí de Can Espinós                |                                             | Gavà Camí de Can Espinós            | 41° 18′ 21″ N, 1° 58′ 55″ E / 41.305857°N,1.981806°E | fitxa | Carregueu una nova foto                       |
| Can Dardena                        |                                             | Gavà Camí de la Sentiu              | 41° 17′ 58″ N, 1° 57′ 37″ E / 41.299583°N,1.960233°E | fitxa | Carregueu una nova foto                       |
| Can Faura                          |                                             | Gavà C. de Sant Nicasi, 12          | 41° 18′ 17″ N, 2° 00′ 12″ E / 41.304733°N,2.003400°E | fitxa | Carregueu una nova foto                       |
| Can Llong                          |                                             | Gavà Crta. de la Sentiu             | 41° 17′ 54″ N, 1° 58′ 26″ E / 41.298283°N,1.973850°E | fitxa | Carregueu una nova foto                       |
| Can Margarit                       |                                             | Gavà C. de Sant Pere, 26            | 41° 18′ 17″ N, 2° 00′ 16″ E / 41.304717°N,2.004483°E | fitxa | Can Margarit (Gavà) · Carregueu una nova foto |
| Can Pardal                         |                                             | Gavà Parc Natural del Garraf        | 41° 18′ 12″ N, 1° 57′ 20″ E / 41.303258°N,1.955644°E | fitxa | Carregueu una nova foto                       |
| Can Roig                           |                                             | Gavà Camí de la Font de Ferro       | 41° 19′ 03″ N, 1° 58′ 47″ E / 41.317433°N,1.979783°E | fitxa | Carregueu una nova foto                       |
| Can Tintorer                       |                                             | Gavà Pl. de Blas Infante            | 41° 18′ 35″ N, 1° 59′ 56″ E / 41.309850°N,1.998933°E | fitxa | Carregueu una nova foto                       |
| Carrer Raval de Molins             |                                             | Gavà C. Raval de Molins             | 41° 18′ 14″ N, 2° 00′ 14″ E / 41.303957°N,2.00397°E  | fitxa | Carregueu una nova foto                       |
| Torre Lluc, museu                  | Dos rellotges bessons a la façana principal | Gavà Pl. de Dolors Clua, 13-14      | 41° 18′ 24″ N, 2° 00′ 15″ E / 41.306683°N,2.004283°E | fitxa | Torre Lluc (Gavà) · Carregueu una nova foto   |
| Masia Roses, Can Riera             |                                             | Gavà Pla de Queralt                 | 41° 17′ 36″ N, 1° 59′ 27″ E / 41.293367°N,1.990850°E | fitxa | Carregueu una nova foto                       |

## Martorell
| Nom                     | Descripció | Localització                       | Coordenades                                            | Fitxa | Imatge                                                      |
| ----------------------- | ---------- | ---------------------------------- | ------------------------------------------------------ | ----- | ----------------------------------------------------------- |
| Carrer Montserrat, 112  |            | Martorell C. Montserrat, 112       | 41° 29′ 00″ N, 1° 55′ 14″ E / 41.483417°N,1.920583°E   | fitxa | Carregueu una nova foto                                     |
| Carrer Vistalegre, 34   |            | Martorell C. Vistalegre, 34        | 41° 28′ 19″ N, 1° 55′ 40″ E / 41.472033°N,1.927833°E   | fitxa | Carrer Vistalegre, 34 (Martorell) · Carregueu una nova foto |
| Avinguda Vicenç Ros, 36 |            | Martorell Av. Vicenç Ros, 36       | 41° 28′ 24″ N, 1° 55′ 55″ E / 41.4732904°N,1.9318107°E | fitxa | Carregueu una nova foto                                     |
| Cal Mestres             |            | Martorell C. Torrent de Rosanes, 1 |                                                        | fitxa | Carregueu una nova foto                                     |
| CEIP Lola Anglada       |            | Martorell C. Josep Tarradelles, 36 | 41° 28′ 46″ N, 1° 54′ 55″ E / 41.47936°N,1.9151576°E   | fitxa | Carregueu una nova foto                                     |
| Carretera de Piera, 42  |            | Martorell Ctra. de Piera, 42       |                                                        | fitxa | Carregueu una nova foto                                     |

## Molins de Rei
| Nom                             | Descripció                                              | Localització                                                        | Coordenades                                          | Fitxa | Imatge                                                           |
| ------------------------------- | ------------------------------------------------------- | ------------------------------------------------------------------- | ---------------------------------------------------- | ----- | ---------------------------------------------------------------- |
| Carrer d'Anselm Clavé, 52       |                                                         | Molins de Rei C. d'Anselm Clavé, 52                                 | 41° 25′ 06″ N, 2° 00′ 50″ E / 41.418333°N,2.013917°E | fitxa | Carregueu una nova foto                                          |
| Carrer Església, 3              |                                                         | Molins de Rei C. Església, 3                                        |                                                      | fitxa | Carregueu una nova foto                                          |
| Carrer d'Anselm Clavé, 54       |                                                         | Molins de Rei C. d'Anselm Clavé, 54                                                                    | 41° 25′ 07″ N, 2° 00′ 50″ E / 41.418500°N,2.013817°E | fitxa | Carregueu una nova foto                                          |
| Carrer de Pere d'Espalargues, 4 |                                                         | Molins de Rei C. de Pere d'Espalargues, 4                           | 41° 24′ 39″ N, 2° 01′ 10″ E / 41.410767°N,2.019583°E | fitxa | Carregueu una nova foto                                          |
| Camí de Can Graner, 24          |                                                         | Molins de Rei Camí de Can Graner, 24                                | 41° 24′ 46″ N, 2° 01′ 43″ E / 41.412800°N,2.028633°E | fitxa | Camí de Can Graner, 24 (Molins de Rei) · Carregueu una nova foto |
| Can Bofill de la Torre          |                                                         | Molins de Rei Camí de Santa Creu d'Olorda                           | 41° 24′ 39″ N, 2° 02′ 33″ E / 41.410800°N,2.042467°E | fitxa | Can Bofill de la Torre (Molins de Rei) · Carregueu una nova foto |
| Can Planes                      |                                                         | Molins de Rei Riera de Vallvidrera                                  | 41° 25′ 42″ N, 2° 01′ 46″ E / 41.428250°N,2.029417°E | fitxa | Carregueu una nova foto                                          |
| Can Rabella                     |                                                         | Molins de Rei Riera de Vallvidrera                                  | 41° 25′ 35″ N, 2° 01′ 13″ E / 41.426450°N,2.020267°E | fitxa | Can Rabella (Molins de Rei) · Carregueu una nova foto            |
| Can Ribes                       |                                                         | Molins de Rei Camí de Santa Creu d'Olorda                           | 41° 24′ 54″ N, 2° 02′ 46″ E / 41.415000°N,2.046133°E | fitxa | Carregueu una nova foto                                          |
| Can Roca                        |                                                         | Molins de Rei Pl. de la Creu, 3                                     | 41° 24′ 39″ N, 2° 01′ 10″ E / 41.410717°N,2.019467°E | fitxa | Carregueu una nova foto                                          |
| Can Tintorer                    |                                                         | Molins de Rei Crta. de Vallvidrera                                  | 41° 25′ 15″ N, 2° 02′ 33″ E / 41.420767°N,2.042600°E | fitxa | Carregueu una nova foto                                          |
| Can Vilagut                     | Inscripció Can Vilagut Any 1768                         | Molins de Rei Camí antic d'Olorda                                   | 41° 24′ 48″ N, 2° 02′ 08″ E / 41.413467°N,2.035683°E | fitxa | Can Vilagut (Molins de Rei) · Carregueu una nova foto            |
| Passeig del Terraplè, 2-4       | Inscripció El sol surt per a tothom                     | Molins de Rei Pg. del Terraplè, 2-4                                 | 41° 25′ 00″ N, 2° 00′ 00″ E / 41.41667°N,2.0°E       | fitxa | Carregueu una nova foto                                          |
| Ca l'Ermità                     | Inscripció Pere Llobet 1763                             | Molins de Rei Barri de la Rierada                                   | 41° 26′ 12″ N, 2° 02′ 47″ E / 41.436533°N,2.046400°E | fitxa | Carregueu una nova foto                                          |
| Can Castellví                   |                                                         | Molins de Rei Barri de la Rierada                                   | 41° 26′ 12″ N, 2° 02′ 40″ E / 41.436733°N,2.044317°E | fitxa | Carregueu una nova foto                                          |
| Carrer de la Rierada, 8         | Inscripciò Si encara som al matí no cerquis l'hora aquí | Molins de Rei C. de la Rierada, 8. Sant Bartomeu de la Quadra       | 41° 25′ 42″ N, 2° 02′ 26″ E / 41.428250°N,2.040600°E | fitxa | Carregueu una nova foto                                          |
| Carrer del Turó del Quirze, 8   |                                                         | Molins de Rei C. del Turó del Quirze, 8. Sant Bartomeu de la Quadra | 41° 25′ 37″ N, 2° 02′ 21″ E / 41.42685°N,2.039117°E  | fitxa | Carregueu una nova foto                                          |

## Olesa de Montserrat
| Nom                | Descripció | Localització                            | Coordenades | Fitxa | Imatge                                                             |
| ------------------ | ---------- | --------------------------------------- | ----------- | ----- | ------------------------------------------------------------------ |
| Plaça de les Fonts |            | Olesa de Montserrat Pl. de les Fonts    |             | fitxa | Plaça de les Fonts (Olesa de Montserrat) · Carregueu una nova foto |
| Mas de Sant Jaume  |            | Olesa de Montserrat Riera de Sant Jaume |             | fitxa | Carregueu una nova foto                                            |

## Pallejà
| Nom                | Descripció | Localització                    | Coordenades                                          | Fitxa | Imatge                                                 |
| ------------------ | ---------- | ------------------------------- | ---------------------------------------------------- | ----- | ------------------------------------------------------ |
| Carrer Falla       |            | Pallejà C. Falla                |                                                      | fitxa | Carregueu una nova foto                                |
| Ca l'Esperanceta   |            | Pallejà Pl. Mn. Cinto Verdaguer | 41° 25′ 19″ N, 1° 59′ 47″ E / 41.421840°N,1.996305°E | fitxa | Carregueu una nova foto                                |
| Castell de Pallejà |            | Pallejà C. Major                | 41° 25′ 18″ N, 1° 59′ 49″ E / 41.421600°N,1.996817°E | fitxa | Castell de Pallejà (Pallejà) · Carregueu una nova foto |

## La Palma de Cervelló
| Nom                                 | Descripció | Localització                                 | Coordenades                                          | Fitxa | Imatge                                                                                        |
| ----------------------------------- | ---------- | -------------------------------------------- | ---------------------------------------------------- | ----- | --------------------------------------------------------------------------------------------- |
| Ca l'Anzi                           |            | La Palma de Cervelló C. Santa Maria, 4       |                                                      | fitxa | Carregueu una nova foto                                                                       |
| Can Benet, antic refugi benedictí   |            | La Palma de Cervelló                         |                                                      | fitxa | Carregueu una nova foto                                                                       |
| Ca n'Iglesias, part interior        |            | La Palma de Cervelló Pl. de l'Església, 1    |                                                      | fitxa | Carregueu una nova foto                                                                       |
| Ca n'Iglesias                       |            | La Palma de Cervelló Pl. de l'Església, 1    |                                                      | fitxa | Carregueu una nova foto                                                                       |
| Can Ponçgem o Pongem, pati interior |            | La Palma de Cervelló                         | 41° 24′ 46″ N, 1° 58′ 25″ E / 41.412719°N,1.973618°E | fitxa | Can Ponçgem, pati interior (la Palma de Cervelló) · Vegeu més fotos · Carregueu una nova foto |
| Can Vidal                           |            | La Palma de Cervelló Ctra. BV-2421, km 1,350 | 41° 24′ 36″ N, 1° 58′ 28″ E / 41.409887°N,1.974374°E | fitxa | Can Vidal (la Palma de Cervelló) · Vegeu més fotos · Carregueu una nova foto                  |

## El Papiol
| Nom                          | Descripció                                                               | Localització                                                | Coordenades                                            | Fitxa | Imatge                                                            |
| ---------------------------- | ------------------------------------------------------------------------ | ----------------------------------------------------------- | ------------------------------------------------------ | ----- | ----------------------------------------------------------------- |
| Carrer el Papiol de Baix, 17 | Inscripció JC.1880 PS.1981                                               | El Papiol C. el Papiol de Baix, 17, part posterior          | 41° 25′ 40″ N, 2° 00′ 17″ E / 41.427883°N,2.004633°E   | fitxa | Carregueu una nova foto                                           |
| Carrer Barcelona, 26         |                                                                          | El Papiol C. Barcelona, 26                                  | 41° 26′ 13″ N, 2° 00′ 36″ E / 41.436880°N,2.009904°E   | fitxa | Carregueu una nova foto                                           |
| Can Domènec                  | Inscripció: Les hores fugen depressa... fugen i no tornen més / Any 1869 | El Papiol Al final del camí de la Salut                     | 41° 27′ 29″ N, 2° 01′ 10″ E / 41.458000°N,2.019417°E   | fitxa | Carregueu una nova foto                                           |
| Can Maimó                    |                                                                          | El Papiol                                                   | 41° 27′ 07″ N, 2° 00′ 28″ E / 41.452059°N,2.007725°E   | fitxa | Can Maimó (el Papiol) · Vegeu més fotos · Carregueu una nova foto |
| Can Mas                      |                                                                          | El Papiol                                                   | 41° 26′ 29″ N, 1° 59′ 57″ E / 41.441399°N,1.999072°E   | fitxa | Can Mas (el Papiol) · Carregueu una nova foto                     |
| Can Pagès                    |                                                                          | El Papiol C. Carme, 1                                       | 41° 26′ 22″ N, 2° 00′ 46″ E / 41.439306°N,2.012876°E   | fitxa | Can Pagès (el Papiol) · Carregueu una nova foto                   |
| Casa Estrada                 |                                                                          | El Papiol Av. Generalitat, 11                               | 41° 26′ 12″ N, 2° 00′ 37″ E / 41.436749°N,2.010278°E   | fitxa | Carregueu una nova foto                                           |
| Molí de l'Argemí             |                                                                          | El Papiol Camí de la Ribera, Parc Agrari del Baix Llobregat | 41° 25′ 46″ N, 2° 00′ 05″ E / 41.429499°N,2.001368°E   | fitxa | Carregueu una nova foto                                           |
| Plaça de Joan Fuster, 3      |                                                                          | El Papiol Pl. de Joan Fuster, 3 - c. del Carme, 21          | 41° 26′ 21″ N, 2° 00′ 51″ E / 41.439254°N,2.014245°E   | fitxa | Plaça de Joan Fuster, 3 (el Papiol) · Carregueu una nova foto     |
| Plaça Rafel de Casanova, 1   |                                                                          | El Papiol Plaça Rafel de Casanova, 1                        | 41° 26′ 13″ N, 2° 00′ 37″ E / 41.4368251°N,2.0102341°E |       | Plaça Rafel de Casanova, 1 (el Papiol) · Carregueu una nova foto  |
| Ca l'Hugo                    |                                                                          | El Papiol C. Anselm Clavé, 15 (façana posterior)            | 41° 26′ 15″ N, 2° 00′ 28″ E / 41.437556°N,2.007811°E   |       | Ca l'Hugo (el Papiol) · Carregueu una nova foto                   |

## El Prat de Llobregat
| Nom                                      | Descripció | Localització                                                      | Coordenades                                          | Fitxa | Imatge                                                            |
| ---------------------------------------- | ---------- | ----------------------------------------------------------------- | ---------------------------------------------------- | ----- | ----------------------------------------------------------------- |
| Cal Nani                                 |            | El Prat de Llobregat Camí de la Marina, 11, delta del Llobregat   | 41° 18′ 41″ N, 2° 06′ 52″ E / 41.311450°N,2.114400°E | fitxa | Cal Nani (el Prat de Llobregat) · Carregueu una nova foto         |
| Carretera a Castelldefels                |            | El Prat de Llobregat Carretera a Castelldefels                    |                                                      | fitxa | Carregueu una nova foto                                           |
| Carrer de la carretera de la Bunyola, 82 |            | El Prat de Llobregat C. de la crta. de la Bunyola, 82             | 41° 19′ 11″ N, 2° 06′ 08″ E / 41.319633°N,2.102200°E | fitxa | Carregueu una nova foto                                           |
| Cal Joanet del Tivís                     |            | El Prat de Llobregat Camí de la Marina.                           | 41° 19′ 08″ N, 2° 06′ 28″ E / 41.318968°N,2.107734°E | fitxa | Carregueu una nova foto                                           |
| Cal Matetes                              |            | El Prat de Llobregat C. de Jaume Casanovas, 75                    | 41° 19′ 37″ N, 2° 05′ 35″ E / 41.327067°N,2.092917°E | fitxa | Carregueu una nova foto                                           |
| Cal Met Natrus                           |            | El Prat de Llobregat Crta de la Marina, Parc Agrari del Llobregat | 41° 19′ 08″ N, 2° 06′ 28″ E / 41.318971°N,2.107733°E | fitxa | Carregueu una nova foto                                           |
| Can Tudela                               |            | El Prat de Llobregat Al costat de Granja Torres                   | 41° 18′ 29″ N, 2° 06′ 53″ E / 41.307963°N,2.114611°E | fitxa | Carregueu una nova foto                                           |
| Cases la Seda                            |            | El Prat de Llobregat Av. de l'Onze de Setembre, 131               | 41° 19′ 12″ N, 2° 05′ 45″ E / 41.319950°N,2.095700°E | fitxa | Carregueu una nova foto                                           |
| Torre Xica                               |            | El Prat de Llobregat Passatge de Martí i Pinyol, 7                |                                                      | fitxa | Carregueu una nova foto                                           |
| Cases d'en Janet                         |            | El Prat de Llobregat Carrer Cases d'en Janet 10                   | 41° 19′ 33″ N, 2° 05′ 17″ E / 41.325706°N,2.087998°E |       | Cases d'en Janet (el Prat de Llobregat) · Carregueu una nova foto |

## Sant Andreu de la Barca
| Nom        | Descripció | Localització            | Coordenades                                          | Fitxa | Imatge                  |
| ---------- | ---------- | ----------------------- | ---------------------------------------------------- | ----- | ----------------------- |
| Can Preses |            | Sant Andreu de la Barca | 41° 27′ 04″ N, 1° 57′ 14″ E / 41.451183°N,1.953817°E | fitxa | Carregueu una nova foto |

## Sant Boi de Llobregat
| Nom                                    | Descripció | Localització                                              | Coordenades                                          | Fitxa | Imatge                                                                          |
| -------------------------------------- | ---------- | --------------------------------------------------------- | ---------------------------------------------------- | ----- | ------------------------------------------------------------------------------- |
| Carretera del Prat, masia n. 23        |            | Sant Boi de Llobregat Al començar el camí de Can Penyasco |                                                      | fitxa | Carregueu una nova foto                                                         |
| Casa Gran                              |            | Sant Boi de Llobregat Crta. de St. Climent, 30            | 41° 20′ 47″ N, 2° 01′ 20″ E / 41.346367°N,2.022100°E | fitxa | Carregueu una nova foto                                                         |
| Carretera de Sant Climent, 18          |            | Sant Boi de Llobregat Crta. de St. Climent, 18            | 41° 20′ 47″ N, 2° 01′ 23″ E / 41.346333°N,2.023100°E | fitxa | Carretera de Sant Climent, 18 (Sant Boi de Llobregat) · Carregueu una nova foto |
| Carretera de Sant Climent, 22          |            | Sant Boi de Llobregat Crta. de St. Climent, 22            | 41° 20′ 47″ N, 2° 01′ 23″ E / 41.346383°N,2.023017°E | fitxa | Carretera de Sant Climent, 22 (Sant Boi de Llobregat) · Carregueu una nova foto |
| Carretera de Sant Climent, 4           |            | Sant Boi de Llobregat Crta. de St. Climent, 4             | 41° 20′ 47″ N, 2° 01′ 26″ E / 41.346467°N,2.023867°E | fitxa | Carregueu una nova foto                                                         |
| IES Rafael Casanova                    |            | Sant Boi de Llobregat C. Frederic Mompou, 61              |                                                      | fitxa | Carregueu una nova foto                                                         |
| Masia Santa Bàrbara                    |            | Sant Boi de Llobregat C. Eucaliptus                       | 41° 21′ 09″ N, 2° 00′ 46″ E / 41.352417°N,2.012867°E | fitxa | Carregueu una nova foto                                                         |
| Cal Penyasco                           |            | Sant Boi de Llobregat Camí de Cal Penyasco                | 41° 20′ 24″ N, 2° 03′ 14″ E / 41.339967°N,2.053917°E | fitxa | Carregueu una nova foto                                                         |
| Cal Pinques                            |            | Sant Boi de Llobregat Parc Agrari del Llobregat           | 41° 20′ 26″ N, 2° 04′ 04″ E / 41.340533°N,2.067850°E | fitxa | Cal Pinques (Sant Boi de Llobregat) · Carregueu una nova foto                   |
| Can Balenyà                            |            | Sant Boi de Llobregat Ctra. B-204                         | 41° 18′ 15″ N, 2° 03′ 11″ E / 41.304117°N,2.052933°E | fitxa | Carregueu una nova foto                                                         |
| Can Pelut                              |            | Sant Boi de Llobregat Districte de la Marina              |                                                      | fitxa | Carregueu una nova foto                                                         |
| Can Ros del Llort                      |            | Sant Boi de Llobregat C. Miquel Ros del Llort, 13         | 41° 21′ 27″ N, 2° 01′ 19″ E / 41.357600°N,2.021867°E | fitxa | Can Ros del Llort (Sant Boi de Llobregat) · Carregueu una nova foto             |
| Carretera B-204, al costat Can Balenyà |            | Sant Boi de Llobregat Ctra. B-204                         | 41° 18′ 15″ N, 2° 03′ 11″ E / 41.304117°N,2.052933°E | fitxa | Carregueu una nova foto                                                         |
| Carretera Sant Climent, 48             |            | Sant Boi de Llobregat Crta. Sant Climent, 48              |                                                      | fitxa | Carregueu una nova foto                                                         |
| Mas Balaguer                           |            | Sant Boi de Llobregat C. de Jordi Rubió i Balaguer, 4     | 41° 20′ 48″ N, 2° 01′ 47″ E / 41.346650°N,2.029717°E | fitxa | Carregueu una nova foto                                                         |

## Sant Climent de Llobregat
| Nom                               | Descripció | Localització                                                | Coordenades                                          | Fitxa | Imatge                  |
| --------------------------------- | ---------- | ----------------------------------------------------------- | ---------------------------------------------------- | ----- | ----------------------- |
| Carrer de Sant Pere, 2            |            | Sant Climent de Llobregat C. de Sant Pere, 2                | 41° 20′ 11″ N, 2° 00′ 00″ E / 41.336317°N,1.999900°E | fitxa | Carregueu una nova foto |
| Cal Pintor                        |            | Sant Climent de Llobregat C. Costafustera, 3                |                                                      | fitxa | Carregueu una nova foto |
| Can Riera Vell                    |            | Sant Climent de Llobregat Camí de Can Tallada               | 41° 19′ 44″ N, 1° 59′ 41″ E / 41.329017°N,1.994700°E | fitxa | Carregueu una nova foto |
| Casa Victorieta                   |            | Sant Climent de Llobregat Travessia Maimó, 5                |                                                      | fitxa | Carregueu una nova foto |
| Travessera de Prat de la Riba, 18 |            | Sant Climent de Llobregat Travessera de Prat de la Riba, 18 |                                                      | fitxa | Carregueu una nova foto |

## Sant Esteve Sesrovires
| Nom                     | Descripció | Localització                                                     | Coordenades                                          | Fitxa | Imatge                  |
| ----------------------- | ---------- | ---------------------------------------------------------------- | ---------------------------------------------------- | ----- | ----------------------- |
| Ca n'Estella (I)        |            | Sant Esteve Sesrovires                                           | 41° 29′ 32″ N, 1° 53′ 20″ E / 41.492183°N,1.888783°E | fitxa | Carregueu una nova foto |
| Ca n'Estella (II)       |            | Sant Esteve Sesrovires                                           | 41° 29′ 33″ N, 1° 53′ 22″ E / 41.492433°N,1.889350°E | fitxa | Carregueu una nova foto |
| Can Julià               |            | Sant Esteve Sesrovires Crta. de Sant Esteve, km 1, pati interior | 41° 29′ 12″ N, 1° 52′ 15″ E / 41.486783°N,1.870917°E | fitxa | Carregueu una nova foto |
| Carrer Serafi Juliá, 28 |            | Sant Esteve Sesrovires C. Serafi Juliá, 28                       | 41° 29′ 38″ N, 1° 52′ 23″ E / 41.494025°N,1.872978°E | fitxa | Carregueu una nova foto |
| Masia Bach              |            | Sant Esteve Sesrovires Ctra. B-224 km 20,5                       | 41° 29′ 22″ N, 1° 51′ 07″ E / 41.489540°N,1.851933°E | fitxa | Carregueu una nova foto |
| Nostre Racó             |            | Sant Esteve Sesrovires Joan Maragall, 89                         |                                                      | fitxa | Carregueu una nova foto |

## Sant Feliu de Llobregat
| Nom                                                         | Descripció | Localització                                                                       | Coordenades                                          | Fitxa | Imatge                                                                                      |
| ----------------------------------------------------------- | ---------- | ---------------------------------------------------------------------------------- | ---------------------------------------------------- | ----- | ------------------------------------------------------------------------------------------- |
| Can Parellada                                               |            | Sant Feliu de Llobregat Prop de l'ermita de la Salut                               | 41° 24′ 07″ N, 2° 03′ 45″ E / 41.401879°N,2.062466°E | fitxa | Carregueu una nova foto                                                                     |
| Masia al costat de l'ermita de la Salut o masia de la Gleva |            | Sant Feliu de Llobregat                                                            | 41° 23′ 42″ N, 2° 03′ 26″ E / 41.395114°N,2.057137°E | fitxa | Masia al costat de l'ermita de la Salut (Sant Feliu de Llobregat) · Carregueu una nova foto |
| Carrer de Torras i Bages                                    |            | Sant Feliu de Llobregat C. de Torras i Bages                                       |                                                      | fitxa | Carregueu una nova foto                                                                     |
| Laureà Miró, 291                                            |            | Sant Feliu de Llobregat C. Laureà Miró, 291                                        | 41° 23′ 01″ N, 2° 02′ 31″ E / 41.383480°N,2.041922°E |       | Laureà Miró, 291 (Sant Feliu de Llobregat) · Carregueu una nova foto                        |
| Carrer de Pere IV - carrer de Cuenca                        |            | Sant Feliu de Llobregat Carrer de Pere IV - carrer de Cuenca, al costat de Can Dot | 41° 23′ 06″ N, 2° 02′ 38″ E / 41.38504°N,2.04383°E   |       | Carrer de Pere IV - carrer de Cuenca (Sant Feliu de Llobregat) · Carregueu una nova foto    |

## Sant Joan Despí
| Nom                            | Descripció                                         | Localització                          | Coordenades                                          | Fitxa | Imatge                                                     |
| ------------------------------ | -------------------------------------------------- | ------------------------------------- | ---------------------------------------------------- | ----- | ---------------------------------------------------------- |
| Ca l'Alerm                     |                                                    | Sant Joan Despí Despoblat, 8          | 41° 22′ 16″ N, 2° 03′ 10″ E / 41.371183°N,2.052700°E | fitxa | Ca l'Alerm (Sant Joan Despí) · Carregueu una nova foto     |
| Ca l'Armand, ara jutjat de pau |                                                    | Sant Joan Despí C. del Bon Viatge, 37 | 41° 21′ 53″ N, 2° 03′ 38″ E / 41.364700°N,2.060417°E | fitxa | Carregueu una nova foto                                    |
| Cal Rei                        |                                                    | Sant Joan Despí Despoblat, 12         | 41° 22′ 20″ N, 2° 03′ 10″ E / 41.372150°N,2.052900°E | fitxa | Cal Rei (Sant Joan Despí) · Carregueu una nova foto        |
| Cal Segura                     | Inscripció Temporis fuge                           | Sant Joan Despí C. de Les Begudes, 5  | 41° 22′ 24″ N, 2° 02′ 48″ E / 41.373417°N,2.046750°E | fitxa | Cal Segura (Sant Joan Despí) · Carregueu una nova foto     |
| Can Maluquer                   |                                                    | Sant Joan Despí C. Rius i Taulet, 4   | 41° 22′ 00″ N, 2° 03′ 32″ E / 41.366717°N,2.058783°E | fitxa | Can Maluquer (Sant Joan Despí) · Carregueu una nova foto   |
| Can Pau Ventura                |                                                    | Sant Joan Despí Despoblat, 14         | 41° 22′ 19″ N, 2° 03′ 09″ E / 41.371850°N,2.052367°E | fitxa | Carregueu una nova foto                                    |
| Can Tous                       |                                                    | Sant Joan Despí Despoblat, 16         | 41° 22′ 21″ N, 2° 03′ 06″ E / 41.372367°N,2.051783°E | fitxa | Can Tous (Sant Joan Despí) · Carregueu una nova foto       |
| Can Trias de Bes               |                                                    | Sant Joan Despí C. Major, 39          | 41° 21′ 55″ N, 2° 03′ 21″ E / 41.365367°N,2.055817°E | fitxa | Carregueu una nova foto                                    |
| Can Casas, Escola El Brot      |                                                    | Sant Joan Despí C. Major, 41          | 41° 21′ 57″ N, 2° 03′ 21″ E / 41.365750°N,2.055883°E | fitxa | Can Casas (Sant Joan Despí) · Carregueu una nova foto      |
| Can Po Cardona                 | Inscripció Tu sense sol i jo sense fe no valem res | Sant Joan Despí Camí del Mig, 44      | 41° 22′ 12″ N, 2° 03′ 14″ E / 41.370067°N,2.053867°E | fitxa | Can Po Cardona (Sant Joan Despí) · Carregueu una nova foto |
| Can Roldan                     |                                                    | Sant Joan Despí Barri les Begudes     | 41° 22′ 25″ N, 2° 02′ 53″ E / 41.373633°N,2.048050°E | fitxa | Vegeu més fotos · Carregueu una nova foto                  |

## Sant Just Desvern
| Nom                     | Descripció                                  | Localització                              | Coordenades                                          | Fitxa | Imatge                                                             |
| ----------------------- | ------------------------------------------- | ----------------------------------------- | ---------------------------------------------------- | ----- | ------------------------------------------------------------------ |
| Carrer Anselm Clavé, 54 |                                             | Sant Just Desvern C. Anselm Clavé, 54     |                                                      | fitxa | Carregueu una nova foto                                            |
| Carrer la Font, 10      |                                             | Sant Just Desvern C. la Font, 10          |                                                      | fitxa | Carregueu una nova foto                                            |
| Carrer del Pont, 12     |                                             | Sant Just Desvern C. del Pont, 12         | 41° 23′ 45″ N, 2° 04′ 31″ E / 41.395817°N,2.075383°E | fitxa | Carregueu una nova foto                                            |
| Can Campreciós          | Inscripció CAN PRE-CI-OS                    | Sant Just Desvern C. St. Lluís, 2         | 41° 23′ 07″ N, 2° 04′ 31″ E / 41.385367°N,2.075367°E | fitxa | Can Campreciós (Sant Just Desvern) · Carregueu una nova foto       |
| Can Cardona             |                                             | Sant Just Desvern Pl. Jacint Verdaguer    | 41° 23′ 10″ N, 2° 04′ 31″ E / 41.386017°N,2.075167°E | fitxa | Can Cardona (Sant Just Desvern) · Carregueu una nova foto          |
| Can Coscoll (oest)      |                                             | Sant Just Desvern                         | 41° 23′ 28″ N, 2° 04′ 12″ E / 41.391133°N,2.070133°E | fitxa | Carregueu una nova foto                                            |
| Can Coscoll (sud)       |                                             | Sant Just Desvern                         | 41° 23′ 28″ N, 2° 04′ 13″ E / 41.391133°N,2.070167°E | fitxa | Carregueu una nova foto                                            |
| Can Cuiàs               |                                             | Sant Just Desvern Ctra. BV-1468 km 10,500 | 41° 24′ 30″ N, 2° 05′ 23″ E / 41.408400°N,2.089850°E | fitxa | Can Cuiàs (Sant Just Desvern) · Carregueu una nova foto            |
| Can Fatjó               |                                             | Sant Just Desvern La Vall de Sant Just    | 41° 24′ 05″ N, 2° 05′ 24″ E / 41.401450°N,2.089867°E | fitxa | Carregueu una nova foto                                            |
| Can Freixes             |                                             | Sant Just Desvern C. de l'Església        | 41° 23′ 08″ N, 2° 04′ 41″ E / 41.385683°N,2.077950°E | fitxa | Carregueu una nova foto                                            |
| Can Gelabert            |                                             | Sant Just Desvern Riera de Sant Just      | 41° 23′ 12″ N, 2° 03′ 49″ E / 41.386700°N,2.063517°E | fitxa | Can Gelabert (Sant Just Desvern) · Carregueu una nova foto         |
| Can Padrosa             |                                             | Sant Just Desvern Riera de Sant Just      | 41° 23′ 37″ N, 2° 04′ 39″ E / 41.393500°N,2.077517°E | fitxa | Can Padrosa (Sant Just Desvern) · Carregueu una nova foto          |
| Can Roldan              |                                             | Sant Just Desvern Riera de Sant Just      | 41° 23′ 15″ N, 2° 04′ 10″ E / 41.387367°N,2.069400°E | fitxa | Carregueu una nova foto                                            |
| Can Vilà                |                                             | Sant Just Desvern La Vall de Sant Just    | 41° 23′ 53″ N, 2° 05′ 05″ E / 41.398133°N,2.084617°E | fitxa | Can Vilà (Sant Just Desvern) · Carregueu una nova foto             |
| Carretera Reial, 38     |                                             | Sant Just Desvern Carretera Reial, 38     |                                                      | fitxa | Carregueu una nova foto                                            |
| La Casona               |                                             | Sant Just Desvern C. de la Tudona, 2      | 41° 23′ 00″ N, 2° 04′ 25″ E / 41.383400°N,2.073600°E | fitxa | Carregueu una nova foto                                            |
| Plaça del Parador       |                                             | Sant Just Desvern Pl. del Parador         |                                                      | fitxa | Carregueu una nova foto                                            |
| Can Baró                |                                             | Sant Just Desvern Vall de Sant Just       | 41° 23′ 57″ N, 2° 05′ 30″ E / 41.399167°N,2.091583°E | fitxa | Carregueu una nova foto                                            |
| Carrer del Torrent 5    | Inscripció: Mira l'hora... Aprofita el dia. | Sant Just Desvern Carrer del Torrent 5    | 41° 23′ 26″ N, 2° 04′ 24″ E / 41.390635°N,2.073255°E |       | Carrer del Torrent 5 (Sant Just Desvern) · Carregueu una nova foto |

## Sant Vicenç dels Horts
| Nom                                   | Descripció | Localització                                                   | Coordenades                                          | Fitxa | Imatge                  |
| ------------------------------------- | ---------- | -------------------------------------------------------------- | ---------------------------------------------------- | ----- | ----------------------- |
| Ca la Chiqui (nord)                   |            | Sant Vicenç dels Horts C. Pi i Molist, 23. Barri de St. Antoni | 41° 22′ 49″ N, 2° 00′ 13″ E / 41.380233°N,2.003567°E | fitxa | Carregueu una nova foto |
| Ca la Chiqui (sud)                    |            | Sant Vicenç dels Horts C. Pi i Molist, 23. Barri de St. Antoni | 41° 22′ 49″ N, 2° 00′ 13″ E / 41.380233°N,2.003567°E | fitxa | Carregueu una nova foto |
| Can Costa                             |            | Sant Vicenç dels Horts Camí del Mas Vila                       | 41° 23′ 13″ N, 1° 59′ 29″ E / 41.387017°N,1.991350°E | fitxa | Carregueu una nova foto |
| Rectoria de l'església de Sant Vicenç |            | Sant Vicenç dels Horts Pl. de Sant Jordi, 4-6                  | 41° 23′ 34″ N, 2° 00′ 40″ E / 41.392783°N,2.011050°E | fitxa | Carregueu una nova foto |

## Santa Coloma de Cervelló
| Nom                 | Descripció | Localització                                            | Coordenades                                          | Fitxa | Imatge                                                             |
| ------------------- | ---------- | ------------------------------------------------------- | ---------------------------------------------------- | ----- | ------------------------------------------------------------------ |
| Carrer Sant Roc, 12 |            | Santa Coloma de Cervelló C. Sant Roc, 12                | 41° 22′ 00″ N, 2° 00′ 52″ E / 41.366567°N,2.014467°E | fitxa | Carregueu una nova foto                                            |
| Can Julià           |            | Santa Coloma de Cervelló                                | 41° 21′ 52″ N, 2° 01′ 31″ E / 41.364500°N,2.025267°E | fitxa | Can Julià (Santa Coloma de Cervelló) · Carregueu una nova foto     |
| Can Colomer         |            | Santa Coloma de Cervelló C. Can Colomer                 | 41° 22′ 30″ N, 2° 01′ 14″ E / 41.374933°N,2.020600°E | fitxa | Carregueu una nova foto                                            |
| Can Solé (I)        |            | Santa Coloma de Cervelló Pl. de la Masia, Colònia Güell |                                                      | fitxa | Carregueu una nova foto                                            |
| Can Solé (II)       |            | Santa Coloma de Cervelló Pl. de la Masia, Colònia Güell |                                                      | fitxa | Carregueu una nova foto                                            |
| Torre Salvana       |            | Santa Coloma de Cervelló                                | 41° 21′ 57″ N, 2° 01′ 43″ E / 41.365733°N,2.028700°E | fitxa | Torre Salvana (Santa Coloma de Cervelló) · Carregueu una nova foto |

## Torrelles de Llobregat
| Nom                           | Descripció                                          | Localització                                                  | Coordenades                                          | Fitxa | Imatge                                                                        |
| ----------------------------- | --------------------------------------------------- | ------------------------------------------------------------- | ---------------------------------------------------- | ----- | ----------------------------------------------------------------------------- |
| Cal Busquets                  |                                                     | Torrelles de Llobregat                                        |                                                      | fitxa | Carregueu una nova foto                                                       |
| Cal Conill                    |                                                     | Torrelles de Llobregat Raval Mas, 6                           | 41° 21′ 18″ N, 1° 58′ 09″ E / 41.354883°N,1.969200°E | fitxa | Carregueu una nova foto                                                       |
| Can Jané                      |                                                     | Torrelles de Llobregat                                        |                                                      | fitxa | Carregueu una nova foto                                                       |
| Can Casanovas                 |                                                     | Torrelles de Llobregat                                        |                                                      | fitxa | Carregueu una nova foto                                                       |
| Can Güei                      |                                                     | Torrelles de Llobregat                                        |                                                      | fitxa | Carregueu una nova foto                                                       |
| Can Güell - façana            |                                                     | Torrelles de Llobregat                                        |                                                      | fitxa | Carregueu una nova foto                                                       |
| Can Güell - lateral           |                                                     | Torrelles de Llobregat                                        |                                                      | fitxa | Carregueu una nova foto                                                       |
| Can Joan                      |                                                     | Torrelles de Llobregat                                        |                                                      | fitxa | Carregueu una nova foto                                                       |
| Can Maset                     |                                                     | Torrelles de Llobregat Raval Mas, 17                          | 41° 21′ 20″ N, 1° 58′ 02″ E / 41.355600°N,1.967350°E | fitxa | Carregueu una nova foto                                                       |
| Can Pau Casas                 |                                                     | Torrelles de Llobregat Raval Mas, 18                          | 41° 21′ 21″ N, 1° 58′ 02″ E / 41.355700°N,1.967333°E | fitxa | Carregueu una nova foto                                                       |
| Can Ràfols                    |                                                     | Torrelles de Llobregat                                        |                                                      | fitxa | Carregueu una nova foto                                                       |
| Can Solé                      |                                                     | Torrelles de Llobregat                                        |                                                      | fitxa | Carregueu una nova foto                                                       |
| Can Xicarió                   |                                                     | Torrelles de Llobregat                                        |                                                      | fitxa | Carregueu una nova foto                                                       |
| Catalunya en Miniatura        |                                                     | Torrelles de Llobregat                                        |                                                      | fitxa | Carregueu una nova foto                                                       |
| Mas del Molí                  |                                                     | Torrelles de Llobregat Baixada de la Masia, raval Torrelletes |                                                      | fitxa | Carregueu una nova foto                                                       |
| Raval Mas, 1                  |                                                     | Torrelles de Llobregat Raval Mas, 1                           | 41° 21′ 17″ N, 1° 58′ 18″ E / 41.354600°N,1.971600°E | fitxa | Carregueu una nova foto                                                       |
| Ca la Cinta, Museu d'Història |                                                     | Torrelles de Llobregat C. Martí Mas, 5                        | 41° 21′ 23″ N, 1° 58′ 53″ E / 41.3563199°N,1.98142°E | fitxa | Carregueu una nova foto                                                       |
| Ca la Tereseta de Can Güell   |                                                     | Torrelles de Llobregat Raval Mas, 19                          | 41° 21′ 21″ N, 1° 58′ 02″ E / 41.355817°N,1.967150°E | fitxa | Carregueu una nova foto                                                       |
| Cal Patrici                   |                                                     | Torrelles de Llobregat Carreró perpendicular al carrer Major  |                                                      | fitxa | Carregueu una nova foto                                                       |
| Can Balasch de Baix           |                                                     | Torrelles de Llobregat Enfront de Catalunya en Miniatura      | 41° 21′ 38″ N, 1° 59′ 07″ E / 41.360467°N,1.985400°E | fitxa | Carregueu una nova foto                                                       |
| Can Batlló                    |                                                     | Torrelles de Llobregat Raval Mas                              | 41° 21′ 24″ N, 1° 58′ 01″ E / 41.356550°N,1.966900°E | fitxa | Carregueu una nova foto                                                       |
| Can Coll                      |                                                     | Torrelles de Llobregat                                        | 41° 21′ 15″ N, 1° 58′ 35″ E / 41.354123°N,1.976289°E | fitxa | Carregueu una nova foto                                                       |
| Can Mas - façana              |                                                     | Torrelles de Llobregat                                        | 41° 21′ 34″ N, 1° 57′ 51″ E / 41.359451°N,1.964189°E | fitxa | Carregueu una nova foto                                                       |
| Can Mas - lateral             |                                                     | Torrelles de Llobregat                                        | 41° 21′ 34″ N, 1° 57′ 51″ E / 41.359451°N,1.964189°E | fitxa | Carregueu una nova foto                                                       |
| Can Mas, casa de colònies     |                                                     | Torrelles de Llobregat                                        | 41° 21′ 34″ N, 1° 57′ 52″ E / 41.359550°N,1.964383°E | fitxa | Can Mas (Torrelles de Llobregat) · Carregueu una nova foto                    |
| Can Pau Ollé                  |                                                     | Torrelles de Llobregat Torrelletes                            | 41° 20′ 41″ N, 1° 56′ 50″ E / 41.344815°N,1.947264°E | fitxa | Carregueu una nova foto                                                       |
| Can Roig, restaurant          | Inscripció: Jo sense sol i tu sense fe no valem res | Torrelles de Llobregat Raval Can Roig                         | 41° 21′ 48″ N, 1° 58′ 59″ E / 41.363400°N,1.983000°E | fitxa | Can Roig (Torrelles de Llobregat) · Vegeu més fotos · Carregueu una nova foto |
| Can Soler                     |                                                     | Torrelles de Llobregat C. Joaquim Sostres - c. Sant Isidre    | 41° 21′ 22″ N, 1° 58′ 57″ E / 41.35606°N,1.98244°E   | fitxa | Carregueu una nova foto                                                       |
| Cal Rodó                      |                                                     | Torrelles de Llobregat Torrelletes                            | 41° 20′ 49″ N, 1° 57′ 24″ E / 41.346811°N,1.956571°E | fitxa | Carregueu una nova foto                                                       |
| Can Balasch de Dalt - façana  |                                                     | Torrelles de Llobregat Torrelletes                            | 41° 20′ 48″ N, 1° 57′ 54″ E / 41.346615°N,1.964998°E | fitxa | Carregueu una nova foto                                                       |
| Can Balasch de Dalt - lateral |                                                     | Torrelles de Llobregat Torrelletes                            | 41° 20′ 48″ N, 1° 57′ 54″ E / 41.346589°N,1.964896°E | fitxa | Carregueu una nova foto                                                       |
| Can Blai                      |                                                     | Torrelles de Llobregat Torrelletes                            |                                                      | fitxa | Carregueu una nova foto                                                       |
| Can Carcana                   |                                                     | Torrelles de Llobregat Torrelletes                            |                                                      | fitxa | Carregueu una nova foto                                                       |
| Can Cubeles                   |                                                     | Torrelles de Llobregat C. Raval Torrelletes, 20. Torrelletes  |                                                      | fitxa | Carregueu una nova foto                                                       |
| Can Joan                      |                                                     | Torrelles de Llobregat Raval Torrelletes                      |                                                      | fitxa | Carregueu una nova foto                                                       |
| Can Mero                      |                                                     | Torrelles de Llobregat Torrelletes                            |                                                      | fitxa | Carregueu una nova foto                                                       |
| Can Nicolau                   |                                                     | Torrelles de Llobregat Raval Torrelletes, 2                   | 41° 20′ 45″ N, 1° 57′ 35″ E / 41.345949°N,1.959761°E | fitxa | Carregueu una nova foto                                                       |
| Can Vallderús - façana        |                                                     | Torrelles de Llobregat Raval Torrelletes                      | 41° 20′ 47″ N, 1° 57′ 05″ E / 41.346282°N,1.951438°E | fitxa | Carregueu una nova foto                                                       |
| Can Vallderús - lateral       |                                                     | Torrelles de Llobregat Raval Torrelletes                      | 41° 20′ 47″ N, 1° 57′ 05″ E / 41.346282°N,1.951438°E | fitxa | Carregueu una nova foto                                                       |

## Vallirana
| Nom                                        | Descripció                                            | Localització                                     | Coordenades                                          | Fitxa | Imatge                                                      |
| ------------------------------------------ | ----------------------------------------------------- | ------------------------------------------------ | ---------------------------------------------------- | ----- | ----------------------------------------------------------- |
| Carrer Major, 488                          |                                                       | Vallirana C. Major, 488                          | 41° 23′ 05″ N, 1° 55′ 54″ E / 41.384833°N,1.931650°E | fitxa | Carregueu una nova foto                                     |
| Carrer Major, 148                          |                                                       | Vallirana C. Major, 148                          |                                                      | fitxa | Carregueu una nova foto                                     |
| Carrer Major, 292-294                      | Inscripció Quan el sol em tocarà diré l'hora que serà | Vallirana C. Major, 292-294                      | 41° 23′ 21″ N, 1° 56′ 00″ E / 41.389114°N,1.933253°E | fitxa | Carrer Major, 292-294 (Vallirana) · Carregueu una nova foto |
| Les Casetes d'en Julià                     |                                                       | Vallirana Carretera N-340, km 1233,5             |                                                      | fitxa | Carregueu una nova foto                                     |
| Carrer de la Mare de Déu de Montserrat, 18 |                                                       | Vallirana C. de la Mare de Déu de Montserrat, 18 | 41° 23′ 23″ N, 1° 55′ 53″ E / 41.389783°N,1.931417°E | fitxa | Carregueu una nova foto                                     |
| Carrer de la Mare de Déu de Montserrat, 20 |                                                       | Vallirana C. de la Mare de Déu de Montserrat, 20 | 41° 23′ 24″ N, 1° 55′ 52″ E / 41.389917°N,1.931217°E | fitxa | Carregueu una nova foto                                     |
| Can Campderròs                             |                                                       | Vallirana Av. de la Selva Negra Catalana, 45     | 41° 22′ 40″ N, 1° 56′ 02″ E / 41.377767°N,1.933983°E | fitxa | Carregueu una nova foto                                     |
| Can Jep                                    |                                                       | Vallirana Ctra. N-340 km 1234                    | 41° 22′ 46″ N, 1° 55′ 08″ E / 41.379400°N,1.918800°E | fitxa | Can Jep (Vallirana) · Carregueu una nova foto               |
| Església de Sant Mateu                     |                                                       | Vallirana C. de l'Església                       | 41° 22′ 56″ N, 1° 55′ 45″ E / 41.382333°N,1.929200°E | fitxa | Carregueu una nova foto                                     |
| Mas de les Fonts                           |                                                       | Vallirana                                        | 41° 21′ 36″ N, 1° 55′ 50″ E / 41.359867°N,1.930533°E | fitxa | Carregueu una nova foto                                     |
| Mas Nou del Lledoner                       |                                                       | Vallirana Ctra. N-340 km 1231,400                | 41° 23′ 29″ N, 1° 54′ 16″ E / 41.391333°N,1.904367°E | fitxa | Carregueu una nova foto                                     |
| Mas Vell del Lledoner                      |                                                       | Vallirana Ctra. N-340 km 1231                    | 41° 23′ 26″ N, 1° 54′ 02″ E / 41.390583°N,1.900483°E | fitxa | Carregueu una nova foto                                     |
| Masia Molí de Can Batlle                   |                                                       | Vallirana C. del Molí, 2                         | 41° 23′ 02″ N, 1° 55′ 58″ E / 41.383783°N,1.932783°E | fitxa | Carregueu una nova foto                                     |

## Viladecans
| Nom                                          | Descripció | Localització                                | Coordenades                                          | Fitxa | Imatge                                                                              |
| -------------------------------------------- | ---------- | ------------------------------------------- | ---------------------------------------------------- | ----- | ----------------------------------------------------------------------------------- |
| Can Xic                                      |            | Viladecans Pl. de la Sardana, 18            | 41° 18′ 55″ N, 2° 00′ 51″ E / 41.315404°N,2.014072°E | fitxa | Carregueu una nova foto                                                             |
| Carretera de la Vila, antic n. 6             |            | Viladecans Ctra. de la Vila                 |                                                      | fitxa | Carregueu una nova foto                                                             |
| Can Sabadell                                 |            | Viladecans Ctra. de la Vila, 38, antic n. 3 | 41° 18′ 09″ N, 2° 02′ 45″ E / 41.302366°N,2.045788°E | fitxa | Carregueu una nova foto                                                             |
| Campanar de l'església de Sant Joan Baptista |            | Viladecans C. Sant Joan, 16                 | 41° 19′ 03″ N, 2° 01′ 07″ E / 41.317467°N,2.018533°E | fitxa | Campanar de l'església de Sant Joan Baptista (Viladecans) · Carregueu una nova foto |
| Càmping Toro Bravo                           |            | Viladecans                                  | 41° 16′ 36″ N, 2° 03′ 58″ E / 41.276667°N,2.066222°E | fitxa | Carregueu una nova foto                                                             |
| Can Sabadell                                 |            | Viladecans Ctra. B-204 km 3                 | 41° 18′ 09″ N, 2° 02′ 46″ E / 41.302483°N,2.046150°E | fitxa | Carregueu una nova foto                                                             |